# Mesocricetus raddei
Mesocricetus raddei là một loài động vật có vú trong họ Cricetidae, bộ Gặm nhấm. Loài này được Nehring mô tả năm 1894.